# Norvegia ai XXI Giochi olimpici invernali
La Norvegia ha partecipato ai XXI Giochi olimpici invernali di Vancouver, che si sono svolti dal 12 al 28 febbraio 2010, con una delegazione di 99 atleti.

## Medaglie

### Medagliere per discipline
| Sport                   | Oro | Argento | Bronzo | Totale |
| ----------------------- | --- | ------- | ------ | ------ |
| Sci di fondo            | 5   | 2       | 2      | 9      |
| Biathlon                | 3   | 2       | 0      | 5      |
| Sci alpino              | 1   | 2       | 1      | 4      |
| Freestyle               | 0   | 1       | 1      | 2      |
| Curling                 | 0   | 1       | 0      | 1      |
| Salto con gli sci       | 0   | 0       | 1      | 1      |
| Pattinaggio di velocità | 0   | 0       | 1      | 1      |
| Totale                  | 9   | 8       | 6      | 23     |

### Medaglie d'oro
| Medaglia | Nome                                                                 | Sport        | Evento                               |
| -------- | -------------------------------------------------------------------- | ------------ | ------------------------------------ |
| Oro      | Emil Hegle Svendsen                                                  | Biathlon     | 20 km individuale maschile           |
| Oro      | Halvard Hanevold Tarjei Bø Emil Hegle Svendsen Ole Einar Bjørndalen  | Biathlon     | Staffetta 4x7,5 km maschile          |
| Oro      | Tora Berger                                                          | Biathlon     | 15 km individuale femminile          |
| Oro      | Aksel Lund Svindal                                                   | Sci alpino   | Supergigante maschile                |
| Oro      | Petter Northug                                                       | Sci di fondo | 50 km con partenza in linea maschile |
| Oro      | Øystein Pettersen Petter Northug                                     | Sci di fondo | Sprint di squadra maschile           |
| Oro      | Marit Bjørgen                                                        | Sci di fondo | 15 km a inseguimento femminile       |
| Oro      | Vibeke Skofterud Therese Johaug Kristin Størmer Steira Marit Bjørgen | Sci di fondo | Staffetta 4x5 km femminile           |
| Oro      | Marit Bjørgen                                                        | Sci di fondo | Sprint a tecnica classica femminile  |

### Medaglie d'argento
| Medaglia | Nome                                                                  | Sport        | Evento                                                   |
| -------- | --------------------------------------------------------------------- | ------------ | -------------------------------------------------------- |
| Argento  | Emil Hegle Svendsen                                                   | Biathlon     | 10 km sprint maschile                                    |
| Argento  | Ole Einar Bjørndalen                                                  | Biathlon     | 20 km individuale maschile                               |
| Argento  | Norvegia                                                              | Curling      | Curling maschile                                         |
| Argento  | Hedda Berntsen                                                        | Freestyle    | Ski cross femminile                                      |
| Argento  | Aksel Lund Svindal                                                    | Sci alpino   | Discesa libera maschile                                  |
| Argento  | Kjetil Jansrud                                                        | Sci alpino   | Slalom gigante maschile                                  |
| Argento  | Martin Johnsrud Sundby Odd-Bjørn Hjelmeset Lars Berger Petter Northug | Sci di fondo | Staffetta 4x10 km maschile                               |
| Argento  | Marit Bjørgen                                                         | Sci di fondo | 30 km a tecnica classica con partenza in linea femminile |

### Medaglie di bronzo
| Medaglia | Nome                                                        | Sport                   | Evento                             |
| -------- | ----------------------------------------------------------- | ----------------------- | ---------------------------------- |
| Bronzo   | Audun Grønvold                                              | Freestyle               | Ski cross maschile                 |
| Bronzo   | Håvard Bøkko                                                | Pattinaggio di velocità | 1500 m maschile                    |
| Bronzo   | Anders Bardal Tom Hilde Johan Remen Evensen Anders Jacobsen | Salto con gli sci       | Gara a squadre LH                  |
| Bronzo   | Aksel Lund Svindal                                          | Sci alpino              | Slalom gigante maschile            |
| Bronzo   | Petter Northug                                              | Sci di fondo            | Sprint a tecnica classica maschile |
| Bronzo   | Marit Bjørgen                                               | Sci di fondo            | 10 km a tecnica libera femminile   |

## Biathlon
| Gara                    | Atleta                                                              | Penalità    | Tempo d'arrivo | Posizione |
| ----------------------- | ------------------------------------------------------------------- | ----------- | -------------- | --------- |
| 10 km sprint            | Ole Einar Bjørndalen                                                | 4 (3+1)     | 25'48"9        | 17        |
| 10 km sprint            | Lars Berger                                                         | 4 (2+2)     | 26'53"0        | 46        |
| 10 km sprint            | Halvard Hanevold                                                    | 1 (1+0)     | 26'07"7        | 24        |
| 10 km sprint            | Emil Hegle Svendsen                                                 | 1 (1+0)     | 24'20"0        |           |
| 12,5 km inseguimento    | Ole Einar Bjørndalen                                                | 2 (0+0+0+2) | 34'29"8        | 7         |
| 12,5 km inseguimento    | Lars Berger                                                         | 2 (0+0+0+2) | 35'37"2        | 23        |
| 12,5 km inseguimento    | Halvard Hanevold                                                    | 2 (1+1+0+0) | 35'13"1        | 17        |
| 12,5 km inseguimento    | Emil Hegle Svendsen                                                 | 4 (0+1+2+1) | 34'30"4        | 8         |
| 15 km partenza in linea | Ole Einar Bjørndalen                                                | 7 (1+2+3+1) | 37'46"5        | 27        |
| 15 km partenza in linea | Halvard Hanevold                                                    | 3 (0+1+0+2) | 36'56"6        | 19        |
| 15 km partenza in linea | Emil Hegle Svendsen                                                 | 3 (0+0+1+2) | 36'20"7        | 13        |
| 20 km individuale       | Ole Einar Bjørndalen                                                | 2 (0+1+0+1) | 48'32"0        |           |
| 20 km individuale       | Tarjei Bø                                                           | 1 (1+0+1+1) | 51'51"5        | 21        |
| 20 km individuale       | Alexander Os                                                        | 3 (0+0+2+1) | 52'19"8        | 28        |
| 20 km individuale       | Emil Hegle Svendsen                                                 | 1 (0+0+0+1) | 48'22"5        |           |
| Staffetta 4x7,5 km      | Halvard Hanevold Tarjei Bø Emil Hegle Svendsen Ole Einar Bjørndalen | 0+5 0+2     | 1h 21'38"1     |           |

| Gara                      | Atleta                                                                | Penalità    | Tempo d'arrivo | Posizione |
| ------------------------- | --------------------------------------------------------------------- | ----------- | -------------- | --------- |
| 7,5 km sprint             | Tora Berger                                                           | 2 (1+1)     | 21'42"1        | 33        |
| 7,5 km sprint             | Liv-Kjersti Eikeland                                                  | 4 (1+3)     | 22'51"9        | 70        |
| 7,5 km sprint             | Ann Kristin Flatland                                                  | 1 (0+1)     | 20'29"7        | 10        |
| 7,5 km sprint             | Gro Marit Istad Kristiansen                                           | 5 (3+2)     | 22'41"0        | 66        |
| 10 km inseguimento        | Tora Berger                                                           | 0 (0+0+0+0) | 31'07"2        | 5         |
| 10 km inseguimento        | Ann Kristin Flatland                                                  | 1 (1+0+0+0) | 31'33"3        | 8         |
| 12,5 km partenza in linea | Tora Berger                                                           | 4 (1+0+1+2) | 36'58"3        | 18        |
| 12,5 km partenza in linea | Ann Kristin Flatland                                                  | 4 (0+2+1+1) | 36'16"0        | 11        |
| 15 km individuale         | Tora Berger                                                           | 1 (0+0+0+1) | 40'52"8        |           |
| 15 km individuale         | Liv-Kjersti Eikeland                                                  | 5 (0+1+1+3) | 48'00"7        | 70        |
| 15 km individuale         | Ann Kristin Flatland                                                  | 2 (0+1+1+0) | 43'06"4        | 14        |
| 15 km individuale         | Solveig Rogstad                                                       | 4 (2+1+0+1) | 46'55"1        | 61        |
| Staffetta 4x6 km          | Liv-Kjersti Eikeland Ann Kristin Flatland Solveig Rogstad Tora Berger | 0+1 0+2     | 1h 10'34"1     | 4         |

## Combinata nordica
| Gara           | Atleta                                         | Salto  | Salto | Salto | Fondo   | Fondo            | Posizione |
| Gara           | Atleta                                         | Lungh. | Punti | Pos.  | Tempo   | Tempo + distacco | Posizione |
| -------------- | ---------------------------------------------- | ------ | ----- | ----- | ------- | ---------------- | --------- |
| NH + 10 km     | Mikko Kokslien                                 | 91,0   | 101,5 | 42    | 25'23"2 | 27'39"2          | 32        |
| NH + 10 km     | Magnus Moan                                    | 91,5   | 104,0 | 40    | 24'16"7 | 26'22"7          | 9         |
| NH + 10 km     | Jan Schmid                                     | 94,5   | 110,0 | 33    | 25'27"6 | 27'09"6          | 23        |
| NH + 10 km     | Petter Tande                                   | 97,0   | 116,0 | 22    | 25'29"2 | 26'47"2          | 17        |
| LH + 10 km     | Mikko Kokslien                                 | 96,5   | 64,2  | 45    | 25'23"9 | 29'34"9          | 39        |
| LH + 10 km     | Magnus Moan                                    | 112,5  | 91,7  | 28    | 24'48"9 | 27'09"9          | 15        |
| LH + 10 km     | Espen Rian                                     | 120,5  | 104,2 | 19    | 27'41"8 | 29'12"8          | 35        |
| LH + 10 km     | Petter Tande                                   | 123,5  | 109,8 | 10    | 25'02"2 | 26'11"2          | 6         |
| Gara a squadre | Jan Schmid Espen Rian Petter Tande Magnus Moan | -      | 468,4 | 7     | 49'34"9 | 50'28"9          | 5         |

## Curling

### Torneo maschile
La squadra è stata composta da:
- Thomas Ulsrud (skip)
- Torger Nergård (third)
- Håvard Vad Petersson (second)
- Christoffer Svae (lead)
- Thomas Løvold (alternate)

#### Prima fase
| Sessione | Squadre     | Finale | 1 | 2 | 3 | 4 | 5 | 6 | 7 | 8 | 9 | 10 | 11 |
| -------- | ----------- | ------ | - | - | - | - | - | - | - | - | - | -- | -- |
| 1        | Norvegia    | 6      | 0 | 0 | 1 | 0 | 3 | 0 | 0 | 0 | 0 | 2  | 0  |
| 1        | Canada      | 7      | 0 | 3 | 0 | 2 | 0 | 0 | 0 | 0 | 1 | 0  | 1  |
| 2        | Stati Uniti | 5      | 0 | 0 | 0 | 1 | 0 | 0 | 2 | 0 | 2 | 0  | 0  |
| 2        | Norvegia    | 6      | 0 | 1 | 0 | 0 | 1 | 0 | 0 | 2 | 0 | 1  | 1  |
| 4        | Germania    | 4      | 0 | 1 | 0 | 1 | 0 | 1 | 0 | 0 | 1 | 0  |    |
| 4        | Norvegia    | 7      | 1 | 0 | 2 | 0 | 2 | 0 | 1 | 0 | 0 | 1  |    |
| 5        | Norvegia    | 7      | 2 | 0 | 0 | 1 | 0 | 1 | 0 | 1 | 0 | 2  |    |
| 5        | Svizzera    | 4      | 0 | 0 | 1 | 0 | 1 | 0 | 1 | 0 | 1 | 0  |    |
| 6        | Norvegia    | 7      | 1 | 0 | 1 | 0 | 0 | 1 | 0 | 2 | 0 | 2  |    |
| 6        | Cina        | 5      | 0 | 1 | 0 | 1 | 0 | 0 | 1 | 0 | 2 | 0  |    |
| 7        | Norvegia    | 6      | 0 | 1 | 0 | 2 | 0 | 0 | 0 | 3 | 0 | X  |    |
| 7        | Danimarca   | 3      | 0 | 0 | 1 | 0 | 1 | 0 | 0 | 0 | 1 | X  |    |
| 9        | Norvegia    | 7      | 2 | 0 | 0 | 2 | 0 | 2 | 0 | 1 | 0 | 0  |    |
| 9        | Svezia      | 8      | 0 | 3 | 0 | 0 | 1 | 0 | 2 | 0 | 1 | 1  |    |
| 10       | Francia     | 2      | 0 | 0 | 0 | 1 | 0 | 1 | 0 | 0 | X | X  |    |
| 10       | Norvegia    | 9      | 1 | 1 | 1 | 0 | 1 | 0 | 3 | 2 | X | X  |    |
| 12       | Regno Unito | 5      | 0 | 3 | 0 | 1 | 0 | 0 | 0 | 1 | X | X  |    |
| 12       | Norvegia    | 9      | 2 | 0 | 2 | 0 | 2 | 0 | 3 | 0 | X | X  |    |

Classifica
| Squadre     | G | V | P | PF | PS |
| ----------- | - | - | - | -- | -- |
| Canada      | 9 | 9 | 0 | 75 | 37 |
| Norvegia    | 9 | 7 | 2 | 64 | 43 |
| Svizzera    | 9 | 6 | 3 | 53 | 44 |
| Svezia      | 9 | 5 | 4 | 50 | 52 |
| Regno Unito | 9 | 5 | 4 | 57 | 44 |
| Germania    | 9 | 4 | 5 | 48 | 60 |
| Francia     | 9 | 3 | 6 | 37 | 63 |
| Cina        | 9 | 2 | 7 | 52 | 60 |
| Danimarca   | 9 | 2 | 7 | 45 | 63 |
| Stati Uniti | 9 | 2 | 7 | 43 | 59 |

#### Seconda fase
| Turno      | Squadre  | Finale | 1 | 2 | 3 | 4 | 5 | 6 | 7 | 8 | 9 | 10 |
| ---------- | -------- | ------ | - | - | - | - | - | - | - | - | - | -- |
| Semifinale | Svizzera | 5      | 0 | 0 | 0 | 1 | 0 | 2 | 0 | 1 | 0 | 1  |
| Semifinale | Norvegia | 7      | 0 | 1 | 1 | 0 | 2 | 0 | 1 | 0 | 2 | 0  |
| Finale     | Canada   | 6      | 0 | 1 | 0 | 1 | 1 | 0 | 2 | 0 | 1 | X  |
| Finale     | Norvegia | 3      | 0 | 0 | 0 | 0 | 0 | 2 | 0 | 1 | 0 | X  |

## Freestyle
| Gara                | Atleta             | Qualificazioni | Qualificazioni | Ottavi | Quarti | Semifinali | Finale |
| ------------------- | ------------------ | -------------- | -------------- | ------ | ------ | ---------- | ------ |
| Ski cross maschile  | Audun Grønvold     | 1'13"23        | 5              | 1      | 1      | 1          |        |
| Ski cross maschile  | Anders Rekdal      | 1'14"17        | 17             | 4      |        |            |        |
| Ski cross femminile | Hedda Berntsen     | 1'17"96        | 5              | 1      | 1      | 1          |        |
| Ski cross femminile | Marte Høie Gjefsen | 1'19"30        | 12             | 2      | 3      |            |        |
| Ski cross femminile | Julie Jensen       | 1'20"23        | 18             | 1      | 2      | 4          | 8      |
| Ski cross femminile | Gro Kvinlog        | 1'21"93        | 27             | 3      |        |            |        |

## Hockey su ghiaccio

### Torneo maschile

#### Roster
La Norvegia compete solo nel torneo maschile con una squadra composta da:
- Pål Grotnes
- André Lysenstøen
- Ruben Smith
- Alexander Bonsaksen
- Jonas Holøs
- Tommy Jakobsen
- Juha Kaunismäki
- Lars Erik Lund
- Ole-Kristian Tollefsen
- Mats Trygg
- Morten Ask
- Anders Bastiansen
- Kristian Forsberg
- Mads Hansen
- Marius Holtet
- Lars-Erik Spets
- Mathis Olimb
- Martin Røymark
- Per-Åge Skrøder
- Patrick Thoresen
- Tore Vikingstad
- Martin Laumann-Ylvén
- Mats Zuccarello Aasen

#### Prima fase
| Vancouver 16 febbraio 2010, ore 16:30 UTC-8 | Canada | 8 – 0 (0-0, 3-0, 5-0) referto | Norvegia | Canada Hockey Place (16.652 spett.) |

| Vancouver 18 febbraio 2010, ore 12:00 UTC-8 | Stati Uniti | 6 – 1 (2-0, 1-1, 3-0) referto | Norvegia | Canada Hockey Place |

| Vancouver 20 febbraio 2010, ore 12:00 UTC-8 | Norvegia | 4 – 5 TS (1-1, 2-2, 1-1, 0-1) referto | Svizzera | Canada Hockey Place |

Classifica
| Squadre     | Punti | PG | V | VOT | POT | P | GF | GS | DG  |
| ----------- | ----- | -- | - | --- | --- | - | -- | -- | --- |
| Stati Uniti | 9     | 3  | 3 | 0   | 0   | 0 | 14 | 5  | +9  |
| Canada      | 5     | 3  | 1 | 1   | 0   | 1 | 14 | 7  | +7  |
| Svizzera    | 3     | 3  | 0 | 1   | 1   | 1 | 8  | 10 | -2  |
| Norvegia    | 1     | 3  | 0 | 0   | 1   | 2 | 5  | 19 | -14 |

#### Fase ad eliminazione diretta
Playoff
| Vancouver 23 febbraio 2010, ore 21:00 UTC-8 | Slovacchia | 4 – 3 (3-1, 0-2, 1-0) referto | Norvegia | Canada Hockey Place |

## Pattinaggio di velocità
| Gara    | Atleta                    | Tempo    | Posizione |
| ------- | ------------------------- | -------- | --------- |
| 1000 m  | Håvard Bøkko              | 1'10"73  | 19        |
| 1000 m  | Mikael Flygind Larsen     | 1'10"38  | 15        |
| 1000 m  | Christoffer Fagerli Rukke | 1'12"31  | 35        |
| 1500 m  | Håvard Bøkko              | 1'46"13  |           |
| 1500 m  | Mikael Flygind Larsen     | 1'46"77  | 8         |
| 1500 m  | Christoffer Fagerli Rukke | 1'48"62  | 20        |
| 1500 m  | Fredrik van der Horst     | 1'49"58  | 29        |
| 5000 m  | Håvard Bøkko              | 6'18"80  | 4         |
| 5000 m  | Henrik Christiansen       | 6'24"80  | 8         |
| 5000 m  | Sverre Haugli             | 6'27"05  | 10        |
| 10000 m | Håvard Bøkko              | 13'14"92 | 5         |
| 10000 m | Henrik Christiansen       | 13'25"65 | 7         |
| 10000 m | Sverre Haugli             | 13'18"74 | 6         |

| Quarti di finale                                                  |                    |                                                       |         |
| Norvegia Håvard Bøkko Mikael Flygind Larsen Fredrik van der Horst | 3'43"66            | Corea del Sud Ha Hong-Sun Lee Jong-Woo Lee Seung-Hoon | 3'43"69 |
| Semifinale                                                        |                    |                                                       |         |
| Norvegia Håvard Bøkko Henrik Christiansen Fredrik van der Horst   | 3'43"44            | Canada Mathieu Giroux Lucas Makowsky Denny Morrison   | 3'42"22 |
| Finale B                                                          |                    |                                                       |         |
| Norvegia Håvard Bøkko Henrik Christiansen Fredrik van der Horst   | 3'40"50 (4º posto) | Paesi Bassi Jan Blokhuijsen Sven Kramer Simon Kuipers | 3'39"95 |

| Gara   | Atleta       | Tempo   | Posizione |
| ------ | ------------ | ------- | --------- |
| 1000 m | Hege Bøkko   | 1'17"43 | 10        |
| 1500 m | Hege Bøkko   | 1'59"52 | 14        |
| 3000 m | Maren Haugli | 4'10"01 | 8         |
| 5000 m | Maren Haugli | 7'02"19 | 5         |

## Salto con gli sci
| Gara               | Atleta                                                      | Qualificazioni         | Qualificazioni         | Qualificazioni         | Finale          | Finale         | Finale          | Finale         | Finale       | Posizione |
| Gara               | Atleta                                                      | Lunghezza              | Punti                  | Pos.                   | Lungh. 1° salto | Punti 1° salto | Lungh. 2° salto | Punti 2° salto | Punti totali | Posizione |
| ------------------ | ----------------------------------------------------------- | ---------------------- | ---------------------- | ---------------------- | --------------- | -------------- | --------------- | -------------- | ------------ | --------- |
| Trampolino normale | Anders Bardal                                               | 99,5                   | 122,5                  | 21                     | 98,0            | 118,5          | 100,0           | 124,0          | 242,5        | 18        |
| Trampolino normale | Tom Hilde                                                   | 103,5                  | 132,0                  | 10                     | 100,0           | 124,0          | 101,5           | 128,0          | 252,0        | 12        |
| Trampolino normale | Anders Jacobsen                                             | qualificato di diritto | qualificato di diritto | qualificato di diritto | 99,5            | 123,5          | 104,0           | 133,5          | 257,0        | 9         |
| Trampolino normale | Bjørn Einar Romøren                                         | qualificato di diritto | qualificato di diritto | qualificato di diritto | 98,5            | 120,5          | 96,0            | 114,5          | 235,0        | 23        |
| Trampolino lungo   | Anders Bardal                                               | 136,5                  | 136,7                  | 7                      | 119,0           | 100,7          | 124,0           | 110,7          | 211,4        | 22        |
| Trampolino lungo   | Johan Remen Evensen                                         | 137,0                  | 137,1                  | 6                      | 123,5           | 109,3          | 126,0           | 114,3          | 223,6        | 15        |
| Trampolino lungo   | Tom Hilde                                                   | 136,5                  | 135,7                  | 8                      | 124,0           | 111,2          | 126,5           | 116,7          | 227,9        | 11        |
| Trampolino lungo   | Anders Jacobsen                                             | qualificato di diritto | qualificato di diritto | qualificato di diritto | 128,0           | 119,4          | 122,5           | 107,0          | 226,4        | 12        |
| Gara a squadre     | Anders Bardal Tom Hilde Johan Remen Evensen Anders Jacobsen |                        |                        |                        | -               | 504,3          | -               | 526,3          | 1030,6       |           |

## Sci alpino
| Gara           | Atleta               | 1° manche  | 2° manche  | Tempo totale | Posizione  |
| -------------- | -------------------- | ---------- | ---------- | ------------ | ---------- |
| Slalom         | Leif Kristian Haugen | non finito |            |              |            |
| Slalom         | Kjetil Jansrud       | 49"54      | 52"03      | 1'41"57      | 17         |
| Slalom         | Truls Ove Karlsen    | non finito |            |              |            |
| Slalom         | Lars Elton Myhre     | non finito |            |              |            |
| Gigante        | Leif Kristian Haugen | 1'19"58    | 1'22"10    | 2'41"78      | 28         |
| Gigante        | Kjetil Jansrud       | 1'18"07    | 1'20"15    | 2'38"22      |            |
| Gigante        | Truls Ove Karlsen    | 1'18"93    | 1'21"27    | 2'40"20      | 21         |
| Gigante        | Aksel Lund Svindal   | 1'17"43    | 1'21"01    | 2'38"44      |            |
| Super-g        | Kjetil Jansrud       | 1'31"21    | 1'31"21    | 1'31"21      | 12         |
| Super-g        | Truls Ove Karlsen    | non finito | non finito | non finito   | non finito |
| Super-g        | Lars Elton Myhre     | 1'32"36    | 1'32"36    | 1'32"36      | 25         |
| Super-g        | Aksel Lund Svindal   | 1'30"34    | 1'30"34    | 1'30"34      |            |
| Discesa        | Kjetil Jansrud       | 1'56"69    | 1'56"69    | 1'56"69      | 31         |
| Discesa        | Truls Ove Karlsen    | 1'59"52    | 1'59"52    | 1'59"52      | 46         |
| Discesa        | Lars Elton Myhre     | 1'56"69    | 1'56"69    | 1'56"69      | 32         |
| Discesa        | Aksel Lund Svindal   | 1'54"38    | 1'54"38    | 1'54"38      |            |
| Supercombinata | Kjetil Jansrud       | 1'55"44    | 51"06      | 2'46"50      | 9          |
| Supercombinata | Truls Ove Karlsen    | 1'57"32    | 51"99      | 2'49"31      | 22         |
| Supercombinata | Lars Elton Myhre     | 1'55"44    | non finito |              |            |
| Supercombinata | Aksel Lund Svindal   | 1'53"15    | non finito |              |            |

| Gara           | Atleta      | 1° manche  | 2° manche  | Tempo totale | Posizione |
| -------------- | ----------- | ---------- | ---------- | ------------ | --------- |
| Slalom         | Mona Løseth | 54"53      | non finito |              |           |
| Gigante        | Mona Løseth | non finito |            |              |           |
| Super-g        | Mona Løseth | 1'23"97    | 1'23"97    | 1'23"97      | 21        |
| Supercombinata | Mona Løseth | 1'27"72    | 44"96      | 2'12"68      | 13        |

## Sci di fondo
| Gara                        | Atleta                                                                | Tempo d'arrivo | Posizione |
| --------------------------- | --------------------------------------------------------------------- | -------------- | --------- |
| 15 km a tecnica libera      | Tord Asle Gjerdalen                                                   | 35'10"5        | 28        |
| 15 km a tecnica libera      | Ronny André Hafsås                                                    | 35'41"8        | 42        |
| 15 km a tecnica libera      | Petter Northug                                                        | 35'39"5        | 41        |
| 15 km a tecnica libera      | Martin Johnsrud Sundby                                                | 35'26"3        | 33        |
| 30 km inseguimento          | Tord Asle Gjerdalen                                                   | 1h 17'04"5     | 19        |
| 30 km inseguimento          | Petter Northug                                                        | 1h 15'53"1     | 11        |
| 30 km inseguimento          | Eldar Rønning                                                         | 1h 21'14"1     | 36        |
| 30 km inseguimento          | Martin Johnsrud Sundby                                                | 1h 17'04"5     | 18        |
| 50 km con partenza in linea | Odd-Bjørn Hjelmeset                                                   | 2h 06'08"3     | 17        |
| 50 km con partenza in linea | Petter Northug                                                        | 2h 05'35"5     |           |
| 50 km con partenza in linea | Martin Johnsrud Sundby                                                | 2h 05'57"7     | 15        |
| 50 km con partenza in linea | Jens Arne Svartedal                                                   | 2h 07'32"5     | 23        |
| Staffetta 4x10 km           | Martin Johnsrud Sundby Odd-Bjørn Hjelmeset Lars Berger Petter Northug | 1h 45'21"3     |           |

| Gara              | Atleta                           | Qualificazioni | Qualificazioni | Quarti di finale | Quarti di finale | Semifinali | Semifinali | Finale  | Finale    |
| Gara              | Atleta                           | Tempo          | Pos.           | Tempo            | Pos.             | Tempo      | Pos.       | Tempo   | Posizione |
| ----------------- | -------------------------------- | -------------- | -------------- | ---------------- | ---------------- | ---------- | ---------- | ------- | --------- |
| Individuale       | Ola Vigen Hattestad              | 3'36"43        | 3              | 3'37"8           | 1                | 3'36"5     | 1          | 3'50"0  | 4         |
| Individuale       | Johan Kjølstad                   | 3'36"65        | 5              | 3'35"3           | 3                | 3'35"9     | 5          |         |           |
| Individuale       | Petter Northug                   | 3'37"09        | 6              | 3'34"5           | 1                | 3'36"7     | 2          | 3'45"5  |           |
| Individuale       | Øystein Pettersen                | 3'37"34        | 7              | 3'36"9           | 1                | 3'34"4     | 2          | 4'56"2  | 6         |
| Sprint di squadra | Øystein Pettersen Petter Northug |                |                |                  |                  | 18'48"5    | 2          | 19'01"0 |           |

| Gara                        | Atleta                                                               | Tempo d'arrivo | Posizione  |
| --------------------------- | -------------------------------------------------------------------- | -------------- | ---------- |
| 10 km a tecnica libera      | Marit Bjørgen                                                        | 25'14"3        |            |
| 10 km a tecnica libera      | Marthe Kristoffersen                                                 | 27'38"4        | 49         |
| 10 km a tecnica libera      | Vibeke Skofterud                                                     | 26'16"3        | 22         |
| 10 km a tecnica libera      | Kristin Størmer Steira                                               | 25'50"5        | 8          |
| 15 km inseguimento          | Marit Bjørgen                                                        | 39'58"1        |            |
| 15 km inseguimento          | Therese Johaug                                                       | 40'50"0        | 6          |
| 15 km inseguimento          | Vibeke Skofterud                                                     | non finito     | non finito |
| 15 km inseguimento          | Kristin Størmer Steira                                               | 40'07"5        | 4          |
| 30 km con partenza in linea | Marit Bjørgen                                                        | 1h 30'34"0     |            |
| 30 km con partenza in linea | Therese Johaug                                                       | 1h 32'01"3     | 7          |
| 30 km con partenza in linea | Marthe Kristoffersen                                                 | 1h 34'31"1     | 21         |
| 30 km con partenza in linea | Kristin Størmer Steira                                               | 1h 32'04"4     | 8          |
| Staffetta 4x5 km            | Vibeke Skofterud Therese Johaug Kristin Størmer Steira Marit Bjørgen | 55'19"5        |            |

| Gara              | Atleta                                     | Qualificazioni | Qualificazioni | Quarti di finale | Quarti di finale | Semifinali | Semifinali | Finale  | Finale    |
| Gara              | Atleta                                     | Tempo          | Pos.           | Tempo            | Pos.             | Tempo      | Pos.       | Tempo   | Posizione |
| ----------------- | ------------------------------------------ | -------------- | -------------- | ---------------- | ---------------- | ---------- | ---------- | ------- | --------- |
| Individuale       | Marit Bjørgen                              | 3'38"05        | 1              | 3'35"4           | 1                | 3'39"3     | 1          | 3'39"2  |           |
| Individuale       | Celine Brun-Lie                            | 3'44"71        | 8              | 3'39"7           | 3                | 3'40"1     | 3          | 3'51"5  | 6         |
| Individuale       | Maiken Caspersen Falla                     | 3'50"23        | 28             | 3'41"6           | 4                |            |            |         |           |
| Individuale       | Astrid Uhrenholdt Jacobsen                 | 3'45"01        | 11             | 3'39"0           | 2                | 3'44"2     | 3          |         |           |
| Sprint di squadra | Astrid Uhrenholdt Jacobsen Celine Brun-Lie |                |                |                  |                  | 18'47"2    | 2          | 18'32"8 | 5         |

## Skeleton
| Gara              | Atleta         | Manche 1 | Manche 2 | Manche 3 | Manche 4 | Totale  | Posizione |
| ----------------- | -------------- | -------- | -------- | -------- | -------- | ------- | --------- |
| Singolo femminile | Desiree Bjerke | 56"48    | 55"28    | 55"34    | 55"26    | 3'42"36 | 17        |

## Snowboard
| Gara               | Atleta         | Qualificazioni | Qualificazioni | Semifinali | Semifinali | Finale    | Finale    |
| Gara               | Atleta         | Punteggio      | Pos.           | Punteggio  | Pos.       | Punteggio | Posizione |
| ------------------ | -------------- | -------------- | -------------- | ---------- | ---------- | --------- | --------- |
| Halfpipe maschile  | Fredrik Austbø | DNS            | -              |            |            |           |           |
| Halfpipe maschile  | Tore Holvik    | 23,1           | 16             |            |            |           |           |
| Halfpipe maschile  | Roger Kleivdal | 18,4           | 16             |            |            |           |           |
| Halfpipe maschile  | Ståle Sandbech | 20,1           | 14             |            |            |           |           |
| Halfpipe femminile | Kjersti Buaas  | 21,8           | 22             |            |            |           |           |
| Halfpipe femminile | Linn Haug      | 12,8           | 27             |            |            |           |           |
| Halfpipe femminile | Lisa Wiik      | 26,5           | 19             |            |            |           |           |

| Gara                      | Atleta             | Qualificazioni | Qualificazioni | Ottavi | Quarti | Semifinali | Finale |
| ------------------------- | ------------------ | -------------- | -------------- | ------ | ------ | ---------- | ------ |
| Snowboard cross maschile  | Joachim Havikhagen | 1'23"87        | 25             | 3      |        |            |        |
| Snowboard cross maschile  | Stian Sivertzen    | 1'23"80        | 24             | 4      |        |            |        |
| Snowboard cross femminile | Helene Olafsen     | 1'26"94        | 5              |        | 2      | 1          | 4      |